# Briana Scurry
Briana Collette Scurry (Minneapolis, 7 settembre 1971) è un'ex calciatrice statunitense che giocava nel ruolo di portiere.

## Carriera
Ha partecipato ai Mondiali di Svezia 1995 (3º posto) e ai due successivi statunitensi del 1999 (1º posto) e del 2003 (3º posto), oltre alle Olimpiadi di Atlanta 1996 e di Atene 2004, dove in entrambe vinse la medaglia d'oro. Fu una dei membri fondatori della WUSA, l'associazione di calcio femminile statunitense.
È una delle calciatrici che può vantare più presenze internazionali (167, cifra aggiornata al 20 ottobre 2007) piazzandosi all'11º posto fra le calciatrici statunitensi e al 18º a livello mondiale. Fra i soli portieri, solo la norvegese Bente Nordby vanta un maggior numero di presenze (171).